# Sasquatch Provincial Park
Der Sasquatch Provincial Park ist ein Provinzpark in der kanadischen Provinz British Columbia. Der 12,17 km² große Park liegt 6 km nördlich von Harrison Hot Springs im District of Kent, etwa 115 km östlich von Vancouver und wird von mehr als 330.000 Besuchern pro Jahr frequentiert. Im Park befinden sich drei Campingplätze sowie drei Wanderwege, nämlich der 500 m lange Beaver Pond Interpretive Trail, der 2 km lange Deer Lake Trail und der 4 km lange Hicks Lake Trail.
„Sasquatch“ ist eine Legendengestalt der umwohnenden Indianer, die in Kanada First Nations heißen. Es handelte sich um einen stark behaarten Riesen, der auch als Bigfoot bekannt ist.

## Geschichte
Das Gebiet wurde von verschiedenen Gruppen der Chehalis (Sts’a’i:les First Nation), der Yale First Nation und verschiedenen Stó:lō aufgesucht, daher gehört es zu ihrem Traditionellen Territorium. Zwar gibt es im Harrison-Gebiet archäologische Spuren, doch innerhalb des Parks fanden sich nur Artefakte am Green Point.
Das spätere Parkgebiet wurde komplett abgeholzt. Dazu wurde am Green Point ein großes Holzfällerlager eingerichtet, Pisten für die LKWs durch den Wald geschlagen und der Hicks Lake aufgestaut, ebenso wie der Trout Lake Creek. Auch wurde Strom für Harrison Hot Springs gewonnen, für das dortige Hotel wurden Eisblöcke im Trout Lake geschnitten und abtransportiert. Diese Eingriffe endeten 1951, als BC Hydro die Projekte aufgab.
Ein erstes Schutzgebiet von 20 ha Fläche wurde 1959 an dem Inlandfjord unter dem Namen Green Point Park eingerichtet. 1960 wurde es zu einem Picknickgebiet. 1968 zum Park erhoben, wurden die drei Seen, der Hicks, Deer und Trout Lake zum Parkgebiet hinzugefügt. Da es bei der Parknutzung gelegentlich zu Auseinandersetzungen kam, wurden die Seen für verschiedene Nutzergruppen vorgesehen. So wurden die beiden großen Seen, der Hicks- und Deer-See im Osten für Motorboote freigegeben, während auf dem kleinen Trout Lake unweit des nahegelegenen Harrison Lake nur noch Kanus fahren durften. Zum Schwimmen sind die Seen weniger geeignet, da hier Zerkarien verbreitet sind. Sie lösen die Zerkariendermatitis mit ihren unangenehmen Symptomen aus. 2001 hatte der Park bereits 275.000 Besucher, 2013 waren es über 330.000.
BC Hydro begann 2012 mit den Vorbereitungen für die Verlegung einer Stromleitung vom Nicola Valley zum Lower Mainland, genauer gesagt nach Coquitlam. Die Leitung führt unmittelbar am Sasquatch-Park entlang, führt durch das südliche Ende des Golden Ears Provincial Park und durch den Pinecone Burke Provincial Park.
Am 19. Juni 2014 kam es in Chilliwack auf Einladung der Tamihi Logging Co. auf Veranlassung der Seabird Island First Nation zu einer Versammlung, die darüber befinden sollte, ob Holzfäller-LKWs im Park zugelassen werden sollten. Im sogenannten Park Amendment Act hatte die Provinzregierung beschlossen, dass innerhalb von Parks nach Rohstoffen gesucht und, falls man fündig würde, Parkgrenzen zugunsten der Interessen der Holzindustrie oder für Pipelines angepasst werden sollten (Park Boundary Adjustment Policy). Die First Nation will jedoch keine neue Straße bauen, sondern den Zugang zu einem Lot, einem Gebiet, auf dem sie Bäume fällen möchte.

## Fauna und Flora
Der Park, bei dem es sich um ein Schutzgebiet der Kategorie II (Nationalpark) handelt, wird der „Southern Pacific Range Drier Maritime subdivision of the Coastal Western Hemlock (CWH) biogeoclimatic zone“ zugeordnet. Biogeoklimatische Zonen zeichnen sich durch ein grundsätzlich identisches oder sehr ähnliches Klima sowie gleiche oder sehr ähnliche biologische und geologische Voraussetzungen aus. Daraus resultiert in den jeweiligen Zonen dann auch ein sehr ähnlicher Bestand an Pflanzen und Tieren.
Die vielgestaltige Landschaft bietet Raum für sehr unterschiedliche Habitate. Zu den verbreiteten Arten zählen Biber, Schneeziegen, Spechte, Waldsänger oder Vireos. Selten werden auch der Weißkopfseeadler (Haliaeetus leucocephalus), Schwanzfrösche (sie kommen nur im Nordwesten der USA und im Südwesten Kanadas vor) und die Libellenart Tanypteryx hagen vor, die hier als „Black Petaltail“ bekannt ist. In den Seen gibt es mehr als zehn Arten. Im Trout Lake befinden sich nicht nur Forellen, wie der Name andeutet, sondern hierher kommen auch Ketalachse (chum salmon genannt), die im Oktober und November laichen. Im Harrison Lake wurde der Weiße Stör gesichtet.